# Vicente Aleixandre
Vicente Aleixandre   (Sevilla, 26 d'abril de 1898 - Madrid, 14 de desembre de 1984) nom de ploma de Vicente Pablo Marcelino Cirilo Aleixandre y Merlo fou un poeta espanyol, integrant de l'anomenada Generació del 27, i guardonat amb el Premi Nobel de Literatura l'any 1977.

## Biografia
Va néixer el 26 d'abril de 1898 a la ciutat de Sevilla, fill d'un enginyer valencià, Cirilo Aleixandre, i d'Elvira Merlo, que pertanyia a la burgesia andalusa. Tot i que nasqué a la capital andalusa passà la infància a Màlaga, on compartí estudis amb el futur escriptor Emilio Prados. Es traslladà a Madrid per cursar estudis de Dret i Comerç a la Universitat de Madrid, on es llicencià en dret el 1919 i obtingué el títol d'intendent mercantil. Entre 1920 i 1922 fou professor de Dret Mercantil a l'Escola de Comerç d'aquesta ciutat.
L'any 1925 se li declarà una nefritis tuberculosa, que acabà amb l'extirpació d'un ronyó el 1932. Després de la Guerra Civil no s'exilià, malgrat les seves idees esquerranes i el seu suport a la Segona República Espanyola.
Escollit acadèmic en sessió del dia 30 de juny de 1949, va ingressar a la Reial Acadèmia Espanyola el 22 de gener de 1950 ocupant la lletra O majúscula. L'any 1933 li fou concedit el Premio Nacional de Literatura per La destrucción o el amor, també rebé el Premi de la Crítica de poesía castellana l'any 1963 per En un vasto dominio i el de 1969 per Poemas de la consumación. L'any 1977 fou guardonat amb el Premi Nobel de Literatura per una escriptura poètica creativa que il·lumina la condició de l'home en el cosmos i en la societat actual, al mateix temps representant de la gran renovació de la tradició poètica espanyola d'entre guerres.
Morí el 13 de desembre de 1984 a la seva residència de Madrid.

## Obra poètica
El 1917 conegué Dámaso Alonso a Les Navas del Marqués, població de la província d'Àvila on estiuejava, un contacte que li permeté el descobriment de Rubén Darío, Antonio Machado i Juan Ramón Jiménez, iniciant d'aquesta manera una profunda passió per la poesia. Publicà els seus primers poemes a la Revista de Occidente l'any 1926 i establí contacte amb autors com Luis Cernuda, Manuel Altolaguirre, Rafael Alberti i Federico García Lorca.
La seva obra poètica presenta diverses etapes:

### Poesia pura
El seu primer llibre, Ámbito, realitzat entre 1924 i 1927 i publicat a Màlaga el 1928, és l'obra d'un poeta incipient, que encara no ha trobat la seva pròpia veu. Predomina el vers curt assonant i l'estètica de la poesia pura de Juan Ramón Jiménez o Jorge Guillén, a més d'ecos ultraistes i de la poesia clàssica espanyola de l'Edat d'Or, especialment Luis de León i Luis de Góngora.

### Poesia superrealista
Entre 1928 i 1932 es produïx un canvi radical en la seva concepció poètica. Inspirat pels precursors del surrealisme (i especialment per Arthur Rimbaud i el Comte de Lautréamont) així com per Sigmund Freud, adopta com a forma d'expressió el "poema en prosa" (Passión de la Tierra, de 1935) i el vers lliure (Espadas como labios, de 1932; La destrucción o el amor, de 1935, Sombra del Paraíso, de 1944). L'estètica d'aquests llibres és irracionalista, i l'expressió s'acosta a l'escriptura automàtica, encara que sense acceptar la mateixa com a dogma de fe. El poeta celebra l'amor com força natural ingovernable, que destrueix totes les limitacions de l'ésser humà, i critica els convencionalismes amb què la societat intenta capturar-lo.

### Poesia antropocèntrica
Després de la Guerra Civil espanyola la seva obra canvia, acostant-se a les preocupacions de la poesia social imperant. Des d'una posició solidària aborda la vida de l'home comú, els seus sofriments i il·lusions. El seu estil es fa més senzill i accessible. Dos són els llibres fonamentals d'aquesta etapa: Historia del corazón, de 1954 i En un vasto dominio, de 1962.

### Poesia de vellesa
En els seus últims llibres (Poemas de la consumación, de 1968, i Diálogos del conocimiento, de 1974), l'estil del poeta torna a donar un gir. L'experiència de la vellesa i la proximitat de la mort el duen de tornada a l'irracionalisme juvenil, encara que en una modalitat extremadament depurada i serena. A aquests dos títols publicats en vida del poeta podria afegir-se un tercer, En gran noche, d'aparició pòstuma el 1991, i en la mateixa línia metafísica i reflexiva que els dos anteriors.

## Obra en prosa
Encara que menys coneguda Aleixandre també té una producció en prosa, tan interessant com breu. A ella pertanyen Vida del poeta: el amor y la poesía (1950, discurs d'ingrés a la RAE), Algunos caracteres de la nueva poesía española (1955) i, sobretot, Los encuentros (1958, col·lecció de 39 evocacions d'escriptors espanyols, que després van ser ampliades fins al nombre final de cinquanta-dos).

## Obra publicada
- 1928: Ámbito
- 1932: Espadas como labios
- 1933: Álbum. Versos de juventud, amb Dámaso Alonso i altres
- 1935: La destrucción o el amor
- 1935: Pasión de la tierra
- 1944: Sombra del Paraíso
- 1948: En la muerte de Miguel Hernández
- 1950: Mundo a solas
- 1952: Poemas paradisiacos
- 1953: Nacimiento último
- 1954: Historia del corazón
- 1960: Ciudad del Paraíso
- 1960: Poesías completas
- 1962: En un vasto dominio
- 1965: Retratos con nombre
- 1968: Obras completas
- 1968: Poemas de la consumación
- 1971: Poesía surrealista
- 1971: Sonido de la guerra
- 1974: Diálogos del conocimiento
- 1984: Tres poemas seudónimos
- 1987: Nuevos poemas varios, obra pòstuma
- 1991: En gran noche. Últimos poemas, obra pòstuma